# Edoardo Vianello
Edoardo Vianello (Roma, 24 de junio de 1938) es un cantante, compositor y actor italiano. Se le considera uno de los cantantes italianos más populares de los años 1960. SIAE estima que ha alcanzado un total de más de 50 millones de discos vendidos en todo el mundo.

## Biografía
Nacido en Roma, Vianello inició su carrera en 1956.  obtuvo su primer éxito en 1961 con Il Capello y Pinne fucile ed occhiali, llegó a la posición #2 en el Hit Parade italiano. Más tarde obtuvo varios éxitos más importantes (incluyendo Guarda come dondolo, Abbronzatissima y O mio signore que llegó al #1 y I Watussi que llegó al # 3)  hasta la segunda mitad de los años 60.
Después de un período sin mucho éxito,  volvió a lanzar su carrera en los años 70 con la creación del dúo de la Vianella con su esposa Wilma Goich.  El principal éxito de esa época fue Semo Gente de Borgata, que ocupó el #7 de Hit Parade. A finales de los 70 retomó su carrera en solitario.

## Vida personal
En 1967 Edoardo Vianello se casó con la cantante Wilma Goich y de su unión, en 1970, nació su primogénita Susanna. En 1991 el cantautor se volvió a casar con una mujer llamada Vania Muccioli y junto a ella tuvo su segundo hijo, Alessandro Alberto. En 2006, tras el segundo divorcio, Vianello se vuelve a casar y el nombre de su tercera esposa es Elfrida Ismolli. El cantante sufrió una grave pérdida en 2020 cuando perdió a su hija Susanna, quien falleció a causa de un cáncer.

## Discografía

### 33 RPM
- 1963 - Io sono Edoardo Vianello (RCA Italiana, PML 10333)
- 1964 - Arrivano...i mostri (RCA Italiana, PML 10369; con The Flippers)
- 1965 - Bienvenido...Edoardo Vianello, para España, Latinoamérica y México (RCA Victor, AVL-3565)
- 1965 - Edoardo Vianello allo Studio A (live) (RCA Italiana, serie Special, S 2)
- 1982 - Windsurf (Euro Music Corporation, EUR MLP 606)
- 1987 - Vivere insieme (Amici, AMC 1001)
- 1988 - La lunga estate di Edoardo Vianello (Amici, AMC 2001)
- 1990 - L'estate ballando (Amici)
- 1991 - Arriva l'onda: Siamo rovinati (BMG Ariola)
- 1993 - L'età della ragione (Interbeat)

### Compilaciones
- 1964 - I grandi fanno il surf (RCA Italiana PML 10374) con Gianni Morandi, Nico Fidenco, Jenny Luna, Jimmy Fontana y otros.
- 1965 - Edoardo Vianello in Spagna (RCA Victor)
- 1966 - Edoardo Vianello canta en español, para España, Latinoamérica y México (RCA Victor MKE-559)
- 1966 - Edoardo Vianello in Germania (RCA Victor)
- 1966 - Mi vacha lechera (RCA Victor)
- 1967 - Surf contro Hully Gully (RCA Italiana)
- 1969 - Canta Italia (RCA Italiana)
- 1972 - Protagonisti - Edoardo Vianello (RCA Italiana)
- 1992 - Supermusic - Abbronzatissima
- 1994 - Ricordi - Il meglio di..

### 45 RPM
- 1959 - Ma guardatela/Troppo piccola (RCA Camden CP 7; también publicado como RCA Italiana, PM45-0007)
- 1959 - Chi siamo/Non pensiamo al domani (RCA Camden CP 36)
- 1959 - Kiss me, Miss me/Love in Portofino (RCA Camden CP 40; también publicado como RCA Italiana, PM45-0040)
- 1960 - Silvia/Ho tutto per essere felice (RCA Camden CP 70)
- 1960 - Siamo due esquimesi/Chi siamo (RCA Camden CP 123)
- 1961 - Che freddo!/M'annoio (RCA Camden CP 125)
- 1961 - Il capello/Non pensiamo al domani (RCA Italiana PM 0134)
- 1961 - Cicciona cha cha / Ornella (RCA Italiana PM 0139)
- 1961 - Umilmente ti chiedo perdono/Nun indaga' (RCA Italiana PM 3001)
- 1961 - Un generale e mezzo / Faccio finta di dormire (RCA Italiana PM 3051)
- 1961 - Cicciona cha cha / Ornella (RCA Italiana PM 3052)
- 1962 - Pinne fucile ed occhiali/Guarda come dondolo (RCA Italiana PM 3100)
- 1962 - Twist dei vigili/Corri corri * interpr.da Gianni Morandi (RCA Italiana PM 3162)
- 1962 - Il sorpasso/La vida fácil (RCA Victor MKE-486)
- 1963 - Ti amo perché/Ma guardatela (RCA Italiana PM 3168)
- 1963 - Abbronzatissima/Il cicerone (RCA Italiana PM 3200)
- 1963 - I Watussi/Prendiamo in affitto una barca (RCA Italiana PM 3207)
- 1963 - O mio Signore/Non esiste più niente (RCA Italiana PM 3237)
- 1963 - Hully gully in 10/Sul cucuzzolo (RCA Italiana PM 3260)
- 1964 - Tremarella/L'ultima sera (RCA Italiana PM 3270)
- 1964 - Le tue nozze / Da molto lontano (RCA Italiana PM 3277)
- 1965 - Il peperone/Nei paesi latini (RCA Italiana PM 3320)
- 1965 - Un giorno in più/Se ti incontrerò (RCA Italiana PM 3333)
- 1966 - Parlami di te/Stasera ho vinto (RCA Italiana PM 3344)
- 1966 - Carta vetrata/Ora tocca a te (RCA Italiana PM 3359)
- 1967 - Nasce una vita/Se malgrado te (RCA Italiana PM 3388)
- 1967 - Povero lui/Invidierò (RCA Italiana PM 3411)
- 1968 - Ma non c'eri tu/Mio piccolo amore (ARC AN 4149)
- 1969 - La marcetta/Cuore made in Italy (ARC AN 4173)
- 1970 - La partita alle tre/Tornare a casa (Apollo)
- 1971 - E brava Maria!/Caro amico (Apollo ZA 50185)
- 1978 - Amore mio/Questa sera è venuta a trovarmi Lucia (Fonit Cetra SP 1694)
- 1981 - Spaccaquindici/Sta a vedere che volo (F1 Team P 601)
- 1981 - Al mare con te/Acqua Minerale (Euromusic EUR 1963)
- 1982 - Windsurf/Cantare (Euromusic EUR 1977)
- 1983 - Le soleil/Ore di mare (Big Music ZBBM 7332)
- 1987 - Vivere insieme/Per fortuna ci sei tu (Amici AMC 1001)

### CD
- 1990 - L'estate ballando (Interbeat)
- 1993 - L'età della ragione (Interbeat)
- 1994 - Arriva l'onda:Siamo rovinati (BMG *con Pandemonium)
- 2001 - Il meglio di Edoardo Vianello (BMG)
- 2003 - Tutte in un colpo (MBO/Universal)
- 2004 - Abbronzatissima remix (MBO/Universal)
- 2006 - 50 primavere per una lunga estate (CD e DVD) (Azul)
- 2007 - Edoardo Vianello in concerto (Amici AMC 080)
- 2008 - Replay - L'altra mia estate (Amici)

## Otras lecturas
Enzo Giannelli, Edoardo Vianello. Il Re Mida dell'estate, Armando Curcio Editore, 2009.